# (6439) Tirol
(6439) Tirol est un astéroïde de la ceinture principale.

## Description
(6439) Tirol est un astéroïde de la ceinture principale. Il fut découvert le 13 février 1988 à Tautenburg par Freimut Börngen. Il présente une orbite caractérisée par un demi-grand axe de 3,18 UA, une excentricité de 0,08 et une inclinaison de 19,1° par rapport à l'écliptique.

## Compléments